# Radosław (film)
Radosław – polski film z gatunku dokument–fabularyzowany oraz dramat wojenny w reżyserii Małgorzaty Bramy, opraty na biografii Jana Mazurkiewicza ps. „Radosław”, komendanta Kedywu, w powstaniu warszawskim dowódcy Zgrupowania Radosław.
Film powstał w oparciu o relacje żyjących żołnierzy Zgrupowania Radosław. Zleceniodawcą powstania filmu był Związek Powstańców Warszawskich, przy współfinansowaniu Urzędu do Spraw Kombatantów i Osób Represjonowanych i Ministerstwa Obrony Narodowej. Patronat medialny nad produkcjął objęły: TVP Historia, magazyn popularnonaukowy Mówią Wieki, Portal Filmowy Kręci się, zaś partnerami produkcji zostali Fundacja „Polsko-Niemieckie Pojednanie”, Muzeum Powstania Warszawskiego oraz Miasto Stołeczne Warszawa.
Premiera miała miejsca 27 sierpnia 2013 r., w warszawskiej Kinotece, w Pałacu Kultury i Nauki.

## Obsada aktorska
- Ireneusz Czop – ppłk Jan Mazurkiewicz, ps. „Radosław”
- Iwona Karlicka – Zofia Świeszcz-Łazor, ps. „Zojda”
- Paulina Gałązka – Wacława Jurczakowska, ps. „Wacka”
- Marta Ormaniec – Urszula Katarzyńska, ps. „Ula”
- Piotr Bondyra – Jan Maruszewski, ps. „Janusz”
- Janusz Brodacki – Henryk Kowal, ps. „Henryk”
- Marek Joński – plut. pchor. Roman Staniewski, ps. „Stanisław Kwiatkowski”
- Łukasz Gosławski – ppor. Edmund Baranowski, ps. „Jur”
- Robert Wieczorek – kpt. Zbigniew Ścibor-Rylski, ps. „Motyl"